# Fegimanra
Fegimanra  es un género de plantas con tres especies,  perteneciente a la familia de las anacardiáceas.

## Taxonomía
El género fue descrito por Jean Baptiste Louis Pierre y publicado en Flore Forestière de la Cochinchine ad t. 263. 1892.

## Especies
| - Fegimanra acuminatissima - Fegimanra africana - Fegimanra afzelii |